# 小堀政一
小堀政一（日语：／ Kobori Masakazu，1579年—1647年3月12日）是日本安土桃山時代至江戶時代前期的大名、茶人、建築家、庭園建造家。備中松山藩2代藩主、後為近江小室藩初代藩主。他以小堀遠州（日语：／ Kobori Enshū）之名較為人所知，「遠州」來源於其武家官位遠江守。幼名作助、元服後名為正一、後改為政一。道號是大有宗甫、庵號是孤篷庵。

## 生涯
天正7年（1579年），出生，小堀正次之長男。父正次原本是近江國坂田郡小堀村（現滋賀縣長濱市）的土豪、淺井長政之家臣、緣戚。淺井家被織田信長滅亡後，仕於長濱城主羽柴秀吉之弟秀長。天正13年（1585年），秀長移封郡山城，正次成為秀長之家老，共同移到郡山。
此時，秀長招來山上宗二，並師事千利休，郡山在當時和京、堺、奈良並列為茶湯盛行之地。身為小姓的政一受父親建議，在大德寺的春屋宗園之處參禪。秀長死後，文祿4年（1595年），成為秀吉直參移到伏見。政一在此向古田織部學習茶道。
慶長3年（1598年），秀吉没後，正次、政一仕於德川家康。正次因在關原之戰之功，獲賜備中松山城，作為備中代官前往松山（現岡山縣高梁市）赴任。慶長9年（1604年），父没後，政一繼承遺領1萬2460石。
慶長13年（1608年），成為駿府城普請奉行，因修築之功，叙任從五位下遠江守。以後以此官名，被稱作小堀遠州。
元和3年（1617年），兼任河內國奉行。元和5年9月（1619年10月），移封近江小室藩，元和8年8月（1622年9月），任近江國奉行。元和9年12月（1624年1月），任伏見奉行。
正保4年2月6日（1647年3月12日），在伏見奉行屋敷過世，享年69歳。

## 作事
政一在公儀作事的主要業績是備中松山城的再建、駿府城修築、名古屋城天守、後陽成院御所造營等宮中或幕府關係的作事奉行。
作為奉行參畫的建築是妙心寺麟祥院的春日局靈屋、冰室神社拜殿、大覺寺宸殿、金地院東照宮、茶室、方丈南庭（鶴龜庭）、南禪寺本坊方丈南庭、大德寺龍光院密庵席、孤篷庵表門前的石橋、前庭、忘筌席露地、仙洞御所的庭園。

## 茶湯
政一的茶湯作為遠州流（小堀遠州流）傳承至今。
生涯舉辦約400回茶會，招待的客人據說約2000人。門下有松花堂昭乘、澤庵宗彭等人。

## 華道
小堀遠州的美意識也影響華道的世界，流儀分成正風流、日本橋流、淺草流之三大流派。昭和初期，從既成的流派又獨立出許多家元、宗家。

## 外部連結
- 遠州流茶道
- 小堀遠州流 松籟會 （页面存档备份，存于）
- 華道遠州 （页面存档备份，存于）